# Logística

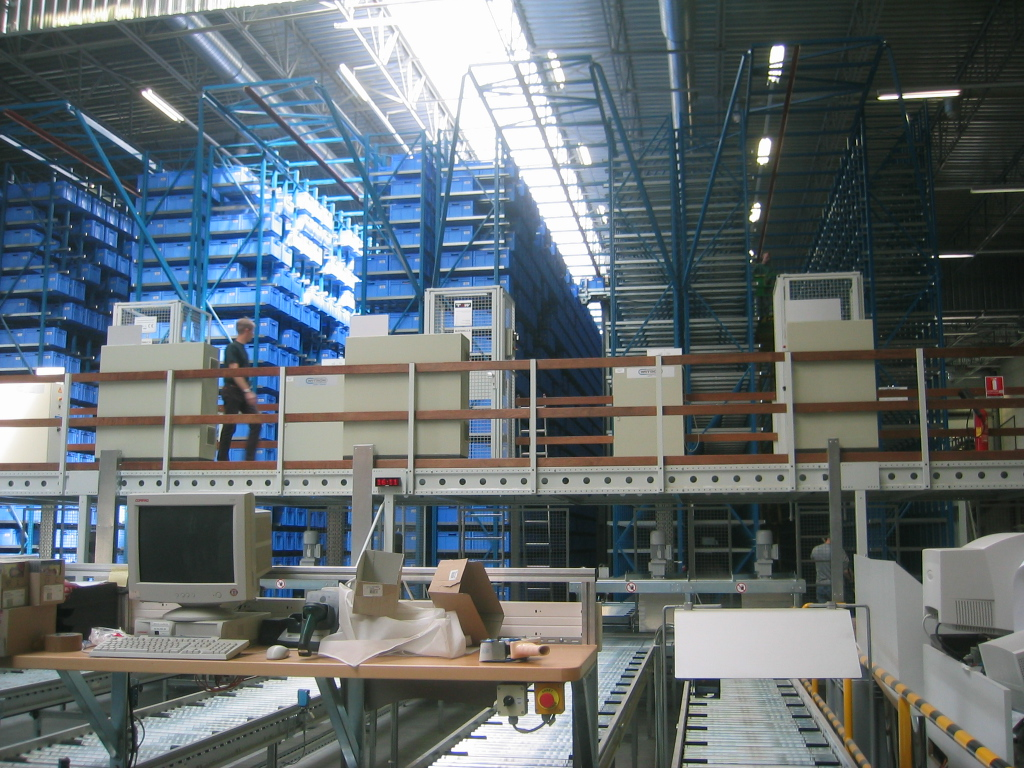
Por dentro das instalações da Nexus Distribution, uma empresa americana com base logística. Imagem mostra mercadorias empilhadas em paletes com empilhadeira

A logística  (gr. logistikḗ, f.fem. de logistikós,ḗ,ón 'relativo ao cálculo; que diz respeito ao raciocínio') é uma especialidade da administração e engenharia responsável por prover recursos e informações para a execução de todas as atividades de uma organização. Sendo uma especialidade da administração que visa a suprir recursos, ela envolve também a aplicação de conhecimentos de outras áreas como a engenharia, economia, contabilidade, estatística, marketing, tecnologia e recursos humanos.
Operacionalmente a logística possui uma visão organizacional, onde esta administra os recursos materiais, financeiros, pessoas e informação, onde exista movimento na organização, fazendo a gestão desde a compra, a entrada de materiais, o planeamento da produção, o armazenamento, o transporte e a distribuição dos produtos, monitorando as operações e gerenciando informações, ou seja, monitorando toda parte de entrega e recebimento de produtos e serviços na organização.

## Origem do nome
A palavra logística tem a sua origem no verbo francês loger - alojar ou acolher. Foi inicialmente usado para descrever a ciência da movimentação, suprimento e manutenção de forças militares no terreno. Posteriormente, foi usado para descrever a gestão do fluxo de materiais numa organização, desde a matéria-prima até aos produtos acabados.
Considera-se que a logística nasceu da necessidade dos militares em se abastecer com armamentos, munições e rações, enquanto se deslocavam da sua base para as posições avançadas. Na Grécia antiga, império Romano e império Bizantino, os oficiais militares com o título Logistikas eram responsáveis pelos assuntos financeiros e de distribuição de suprimentos.[carece de fontes?]
O Oxford English Dictionary define logística como: "O ramo da ciência militar responsável por obter, dar manutenção e transportar material, pessoas e equipamentos". Outra definição para logística é: "O tempo relativo ao posicionamento de recursos". Como tal, a logística geralmente se estende ao ramo da engenharia, gerindo sistemas humanos ao invés de máquinas.

## História
Desde a antiguidade, os líderes militares já usufruíam da logística. As guerras eram longas e geralmente distantes e eram necessários grandes e constantes deslocamentos de recursos. Para transportar as tropas, armamentos, carros de guerra pesados e alimentos aos locais de combate era necessário planejamento, organização e execução de tarefas logísticas, entre a definição de uma rota; nem sempre a mais curta, pois era necessário ter uma fonte de água potável próxima, transporte, armazenagem e distribuição de equipamentos e suprimentos.  Na antiga Grécia, Roma e no Império Bizantino, os militares, com o título de Logistikas, eram os responsáveis por garantir recursos e suprimentos para a guerra.
Carl von Clausewitz dividia a Arte da Guerra em dois ramos: a tática e a estratégia. Não falava especificamente da logística, porém reconheceu que, "em nossos dias, existe na guerra um grande número de atividades que a sustentam (...), que devem ser consideradas como uma preparação para esta".
É a Antoine-Henri Jomini, ou Jomini, contemporâneo de Clausewitz, que se deve, pela primeira vez, o uso da palavra "logística", definindo-a como "a ação que conduz à preparação e sustentação das campanhas", enquadrando-a como "a ciência dos detalhes dentro dos Estados-Maiores".
Em 1888, o Tenente Rogers introduziu a Logística, como matéria, na Escola de Guerra Naval dos Estados Unidos da América. Entretanto, demorou algum tempo para que estes conceitos se desenvolvessem na literatura militar. A realidade é que, até a 1ª Guerra Mundial, raramente aparecia a palavra Logística, empregando-se normalmente termos tais como Administração, Organização e Economia de Guerra.
A verdadeira tomada de consciência da logística como ciência teve sua origem nas teorias criadas e desenvolvidas pelo Tenente-Coronel Thorpe, do Corpo de Fuzileiros Navais dos Estados Unidos da América que, no ano de 1917, publicou o livro "Logística Pura: a ciência da preparação para a guerra". Segundo Thorpe, a estratégia e a tática proporcionam o esquema da condução das operações militares, enquanto a logística proporciona os meios. Assim, pela primeira vez, a logística situa-se no mesmo nível da estratégia e da tática dentro da Arte da Guerra.
O Almirante Henry Eccles em 1945, ao encontrar a obra de Thorpe empoeirada nas estantes da biblioteca da Escola de Guerra Naval, em Newport, comentou que, se os EUA seguissem seus ensinamentos teriam economizado milhões de dólares na condução da 2ª Guerra Mundial. Eccles, Chefe da Divisão de Logística do Almirante Chester Nimitz, na Campanha do Pacífico, foi um dos primeiros estudiosos da Logística Militar, sendo considerado como o "pai da logística moderna" Até o fim da Segunda Guerra Mundial a Logística esteve associada apenas às atividades militares. Após este período, com o avanço tecnológico e a necessidade de suprir os locais destruídos pela guerra, a logística passou também a ser adotada pelas organizações e empresas civis.
Desenvolvimento
As novas exigências para a atividade logística no mundo passam pelo maior controle e identificação de oportunidades de redução de custos, redução nos prazos de entrega e aumento da qualidade no cumprimento do prazo, disponibilidade constante dos produtos, programação das entregas, facilidade na gestão dos pedidos e flexibilização da fabricação, análises de longo prazo com incrementos em inovação tecnológica, novas metodologias de custeio, novas ferramentas para redefinição de processos e adequação dos negócios.Apesar dessa evolução, até a década de 40 havia poucos estudos e publicações sobre o tema. A partir dos anos 50 e 60, as empresas começaram a se preocupar com a satisfação do cliente. Foi então que surgiu o conceito de logística empresarial, motivado por uma nova atitude do consumidor. Os anos 70 assistem à consolidação dos conceitos como o MRP (Material Requirements Planning).
Após os anos 80, a logística passa a ter realmente um desenvolvimento revolucionário, empurrado pelas demandas ocasionadas pela globalização, pela alteração da economia mundial e pelo grande uso de computadores na administração. Nesse novo contexto da economia globalizada, as empresas passam a competir em nível mundial, mesmo dentro de seu território local, sendo obrigadas a passar de moldes multinacionais de operações para moldes mundiais de operação.

## A Logística organizacional integrada

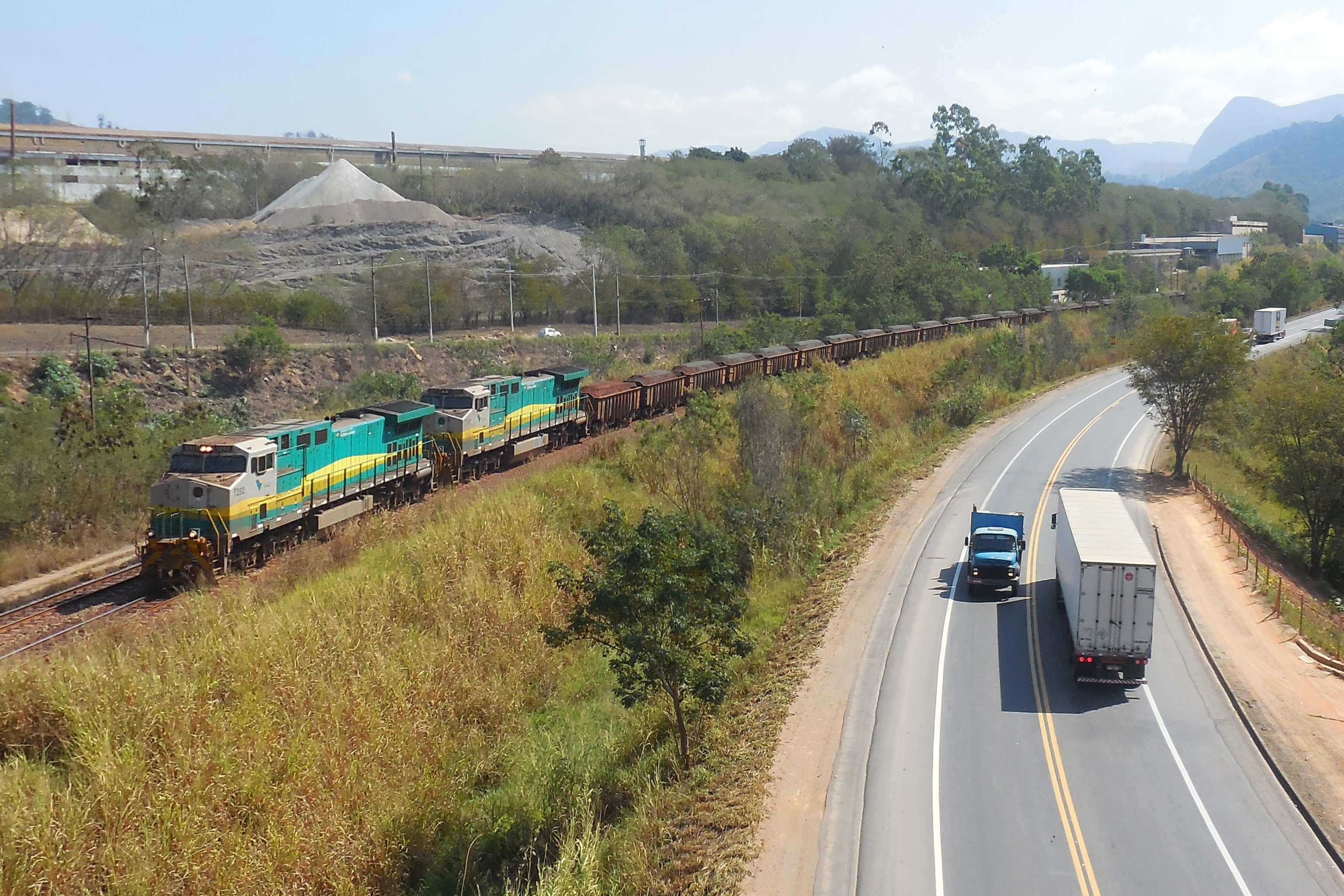
Diferentes alternativas de fluxo no Brasil: composição da Vale transportando minério de ferro pela Estrada de Ferro Vitória a Minas (EFVM) à esquerda da BR-381 em Timóteo, Minas Gerais.

Numa época em que a sociedade é cada vez mais competitiva, dinâmica, interativa, instável e evolutiva, a adaptação a essa realidade é uma necessidade para que as empresas queiram conquistar e fidelizar os seus clientes.
A globalização e o ciclo de vida curto dos produtos obriga as empresas a inovarem rapidamente as suas técnicas de gestão. Os produtos rapidamente se tornam commodities, quer em termos de características intrínsecas do próprio produto, quer pelo preço, pelo que cada vez mais a aposta na diferenciação deve passar pela optimização dos serviços, superando a expectativa de seus clientes com atendimentos rápidos e eficazes. O tempo em que as empresas apenas se orientavam para vender os seus produtos, sem preocupação com as necessidades e satisfação dos clientes, terminou. Hoje, já não basta satisfazer, é necessário encantar.
Os consumidores são cada vez mais exigentes em qualidade, rapidez e sensíveis aos preços, obrigando as empresas a uma eficiente e eficaz gestão de compras, gestão de produção, gestão logística e gestão comercial. Tendo consciência desta realidade e dos avanços tecnológicos na área da informação, “é necessária uma metodologia que consiga planejar, implementar e controlar da maneira eficaz e eficiente o fluxo de produtos, serviços e informações desde o ponto de origem (fornecedores), com a compra de matérias primas ou produtos acabados, passando pela produção, armazenamento,estocagem, transportes, até o ponto de consumo (cliente) (Alves, Alexandre da Silva; 2008; 14) .
De forma simplificada podemos identificar este fluxo no conceito de logística. No entanto, o conceito de logística tem evoluído ao longo dos anos. A partir da década de 80 surgiu o conceito de logística integrada “impulsionada principalmente pela revolução da tecnologia de informação e pelas exigências crescentes de desempenho em serviços de distribuição”.

### Atividades envolvidas
Pela definição do Council of Supply Chain Management Professionals, "Logística é a parte do Gerenciamento da Cadeia de Abastecimento que planeja, implementa e controla o fluxo e armazenamento eficiente e econômico de matérias-primas, materiais semi-acabados e produtos acabados, bem como as informações a eles relativas, desde o ponto de origem até o ponto de consumo, com o propósito de atender às exigências dos clientes" (Carvalho, 2002, p. 31). A logística é dividida em dois tipos de atividades - as principais e as secundárias:
- Principais: Transportes, Gerir os Estoques, Processamento de Pedidos.
- Secundárias: Armazenagem, Manuseio de materiais, Embalagem, Obtenção / Compras, Gestão de produtos e Sistema de informação.

### Ferramentas da logística
Como ferramental, a logística utiliza (entre outros):
- O WMS, Warehouse Management System, em português - literalmente: sistema de automação e gerenciamento de depósitos, armazéns e linhas de produção. O WMS é uma parte importante da cadeia de suprimentos (ou supply chain) e fornece a rotação dirigida de estoques, diretivas inteligentes de picking, consolidação automática e cross-docking para maximizar o uso do valioso espaço do armazéns.
- O TMS, Transportation Management System, que é um software para melhoria da qualidade e produtividade de todo o processo de distribuição. Este sistema permite controlar toda a operação e gestão de transportes de forma integrada. O sistema é desenvolvido em módulos que podem ser adquiridos pelo cliente, consoante as suas necessidades (Gasnier et al., 2001).
- O ERP, Enterprise Resource Planning ou SIGE (Sistemas Integrados de Gestão Empresarial, no Brasil) são sistemas de informação que integram todos os dados e processos de uma organização em um único sistema. A integração pode ser vista sob a perspectiva funcional (sistemas de: finanças, contabilidade, recursos humanos, fabricação, marketing, vendas, compras, etc) e sob a perspectiva sistémica (sistema de processamento de transações, sistemas de informações gerenciais, sistemas de apoio a decisão, etc).
- O MRP, Material Requirement Planning (planeamento (português europeu) ou planejamento (português brasileiro) das necessidades de materiais, PNR).– Planejamento dos Recursos da Manufatura) é a evolução natural da lógica do sistema MRP, com a extensão do conceito de cálculo das necessidades ao planejamento dos demais recursos de manufatura e não mais apenas dos recursos materiais.

O dia 6 de junho é considerado o dia da Logística.[carece de fontes?]

## Formação profissional
Houve tempo em que se exigia do profissional de logística formação universitária em engenharia. Hoje existem no Brasil alguns cursos de formação específica nesta área, como cursos técnicos, graduação tecnológica, bacharelado e pós-graduação específicos em logística.
Pode-se dizer que a logística é responsável pelo processo físico integral do produto, desde a obtenção de insumos até o planejamento para o descarte do mesmo, passando pelas fases de produção, armazenagem e distribuição dos produtos finais, influenciando também nos setores de vendas e marketing ao prover as soluções necessárias para garantir  a disponibilidade do produto no momento exato  requisitado pelo cliente.
Algumas universidades e instituições acadêmicas preparam os estudantes para serem profissionais de logística, oferecendo cursos de graduação e pós-graduação. Uma Universidade com foco centralizado em logística é a localizada em Hamburgo, Alemanha. Se trata de uma instituição sem fins lucrativos, apoiada pela Kühne Stiftung (Fundação Kuehne), a qual é propriedade do empresário em logística.
The Kühne Logistics University

### Programas de mestrado em Logística eSupply Chain
No Ranking Universal de 2013/2014 dos melhores mestrados em Supply Chain e Logística, as seguintes universidades atingiram os melhores níveis (dentre programas de mestrado em Logística e Supply Chain em todo o mundo): Erasmus Universiteit Rotterdam, Vienna University of Economics and Business, KEDGE Business School, Universidade de Purdue e Copenhagen Business School.

### Estudos de caso
- BONASSER, Ulisses de Oliveira. GUALDA, Nicolau Dionísio Fares. Um Problema de Roteirização nas Operações de Transporte da Força Aérea Brasileira. XVIII Congresso de Pesquisa e Ensino em Transportes, 2004. Acesso em 31/08/2011.
- MESQUITA, Antonio Celio Pereira. Uma Solução para o Problema de Roteirização de Veículos com Coleta e Entrega Simultâneas no Contexto da Força Aérea Brasileira. Acesso em 01/09/2011.